# Децембар
Децембар је последњи или дванаести месец у години и има 31 дан. Почетак месеца по јулијанском календару почиње 14-тог дана грегоријанског календара. По Црквеном рачунању циклуса времена је четврти месец.
Децембар је добио име по латинској речи decem (што значи десет) јер је првобитно био десети месец у години у календару Ромула око 750. п. н. е. који је почињао у марту. Зимски дани након децембра нису били укључени ни у један месец. Касније су од безмесечног периода створени месеци јануар и фебруар и додати на почетак календара, али је децембар задржао име.
У Старом Риму, као једна од четири Агоналије, дан у част Сол Индигеса одржаvaн је 11. децембра, као и Септимонцијум. Dies natalis (рођендан) одржаван је у храму Тере 13. децембра, Консуалија је одржана 15. децембра, Сатурналија је одржавана 17–23. децембра, Опиконсивија је одржавана 19. децембра, Дивалија је одржавана 21. децембра, Ларенталија је одржана 1. децембра. 23, а рођендан Сол Инвиктуса је одржаван 25. децембра. Ови датуми не одговарају савременом грегоријанском календару.
Англосаксонци су децембар–јануар називали Ġēolamonaþ (савремени енглески: „Yule месец“). Француски републикански календар садржао је децембар унутар месеци Фример и Ниво.

## Порекло речи или етимологија
Децембар је добио име од латинског (December). Месец је назван по „децем” (десети месец) римског календара.
Децембар се код Срба, као и код неких словенских народа се назива још и божићни месец, просинац и коледар као и у старосрпском. На староруском студениј, слично старословенском и српском студен. На словеначком и украјинском груден слично пољском груџиен. Код Хрвата и Срба се назива просинац, слично чешком просинец. На белоруском снежань.

## Астрономија
Децембар садржи зимски солстициј на северној хемисфери, дан са најмање дневних сати, и летњи солстициј на јужној хемисфери, дан са највише дневних сати (искључујући поларне регионе у оба случаја). Децембар на северној хемисфери је сезонски еквивалент јуну на јужној хемисфери и обрнуто. На северној хемисфери, почетак астрономске зиме је традиционално 21. децембар или дан солстиција.
Кише метеора које се јављају у децембру су Андромедиди (25. септембар – 6. децембар, врхунац око 9. новембра), Канис-Минориди (4. децембар – 15. децембар, врхунац око 10–11. децембра), Кома Беренисиди (12. децембар – 23. децембар, са врхунцем око 16. децембра), Делта Канцериди (14. децембра до 14. фебруара, главни пљусак од 1. јануара до 24. јануара, врхунац 17. јануара), Геминиди (13–14. децембар), Моноцеротиди (7. децембра до 20. децембра, врхунац 9. децембра. Овај пљусак такође може да почне у новембру), Фенициди (од 29. новембра до 9. децембра, са врхунцем око 5/6. децембра), Квадрантиди (обично јануарски пљусак, али може почети и у децембру), Сигма хидриди (4–15. децембар) и Урсиди (17. до 25/26. децембра, са врхунцем око 22. децембра).

## Астрологија
- Знаци зодијака за месец децембар су Стрелац (до 21. децембра) и Јарац (од 22. децембра па надаље).[13][14]

## Верски календари

### Хришћански празници
- Велики празници или црвено слово
  - 9. децембар — Свети Алимпије Столпник
- Србљак
  - 19. децембар — Свети Никола
- Житије Светих за децембар

## Историјски догађаји
- 1918 — у Београду проглашена Краљевина Срба, Хрвата и Словенаца, с принцем Александром I Карађорђевићем као регентом и Београдом као престоницом.
- 1963 — у Теслићу је рођен Борислав Ђурђевић, српски новинар, публициста и спортски радник.